# Euphaedra impunctata
Euphaedra impunctata är en fjärilsart som beskrevs av Max Bartel 1905. Euphaedra impunctata ingår i släktet Euphaedra och familjen praktfjärilar. Inga underarter finns listade i Catalogue of Life.